# جين إيتون هاميلتون
جين إيتون هاميلتون هي كاتِبة ومصورة وشاعرة كندية، ولدت في 19 يوليو 1954 في هاميلتون في كندا.